# Gideon Martins

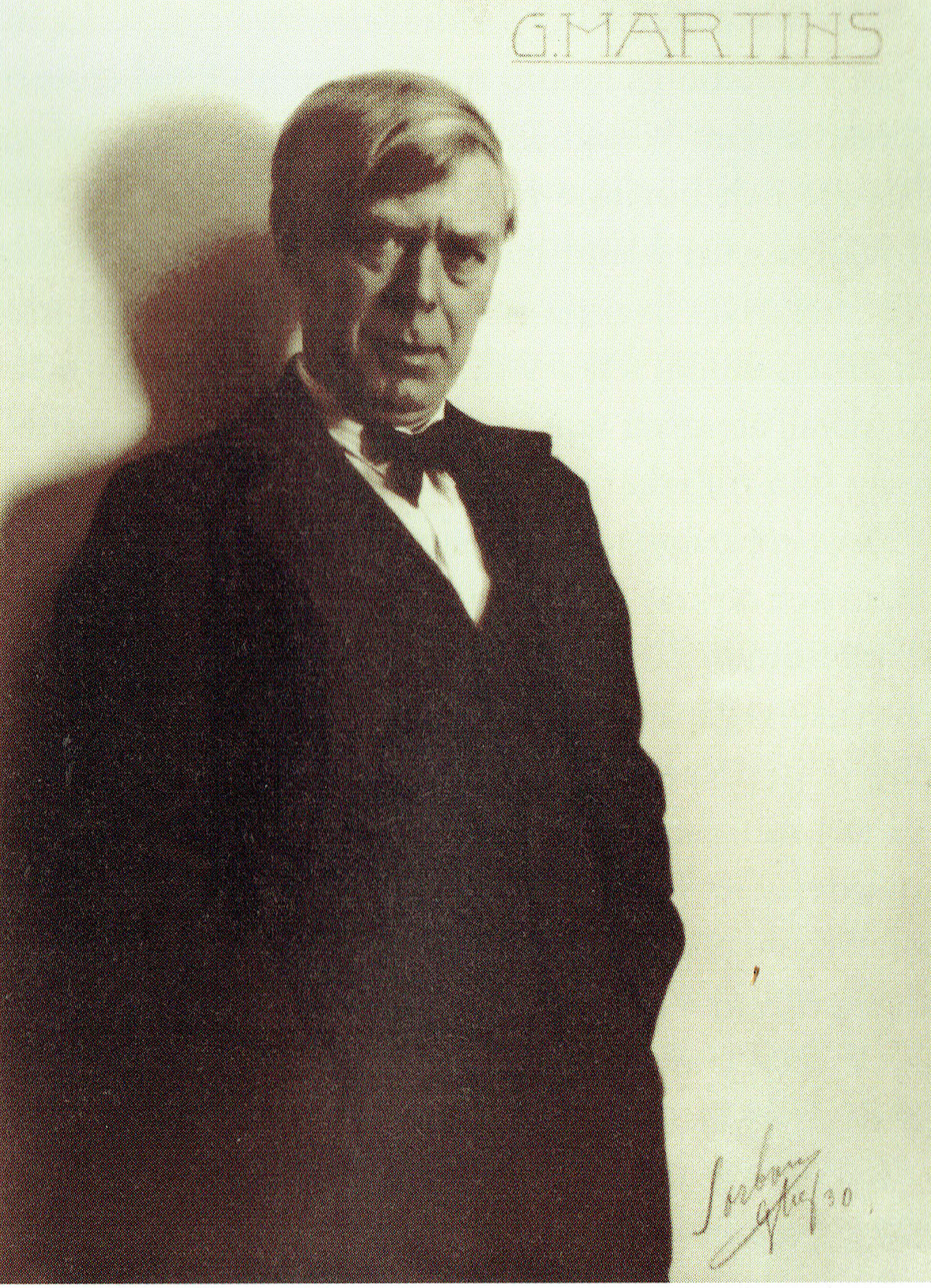
Gideon Martins. Foto 1930.

Martin Fredrik Gideon Martins, född den 19 september 1882 i Falköping, död den 25 juni 1938 i Göteborg, var en svensk författare och journalist. Från 1915 var Martins redaktör och utgivare av veckobladet Nyaste Snällposten i Göteborg. Martins utgav flera romaner och noveller med motiv från Göteborg. 
Martins roman Den gula paviljongen vann 1922 delat förstapris - med 10 000 kronor i belöning - i en romanpristävling utlyst av Åhlén & Åkerlunds förlag där juryn bestod av Selma Lagerlöf, Daniel Fallström och Ejnar Smith. Boken vållade skandal på grund av sitt förment osedliga innehåll. I Svenska Dagbladet anmärkte exempelvis Fredrik Böök på den i hans tycke "snuskiga och obeskrivligt gemena tonen" i Martins roman.  Boken inspirerade påföljande nyår till revykupletten Den gula paviljongen med text av Emil Norlander och musik av John Redland.

## Familj
Gideon Martins var son till skomakarmästare Fr. Andersson och Johanna Matilda Johansdotter. Han var gift med Maj Barck, dotter till slöjdlärare Johan Barck och Augusta Barck, född Ljung.
Martins hade år 1925 sin bostad i Långedrag.